# هوویش
هوویش (به آلمانی: Höwisch) یک منطقهٔ مسکونی در آلمان است که در ارندزی واقع شده‌است. هوویش ۱۳۴ نفر جمعیت دارد.